# Condado de Iron (Misuri)
El condado de Iron (en inglés, Iron County) es una subdivisión administrativa del estado de Misuri, Estados Unidos. Según el censo de 2020, tiene una población de 9537 habitantes.
La sede del condado es Ironton.
El condado recibe su nombre debido a la abundancia de mineral de hierro (en inglés, iron).

## Geografía
Según la Oficina del Censo, el condado tiene un área total de 1430 km², de la cual 1425 km² es tierra y 5 km² es agua.

### Condados adyacentes
- Condado de Washington (norte)
- Condado de Saint François (noreste)
- Condado de Madison (este)
- Condado de Wayne (sureste)
- Condado de Reynolds (suroeste)
- Condado de Dent (oeste)
- Condado de Crawford (noroeste)

## Demografía
Según la Oficina del Censo, en 2000 los ingresos medios de los hogares en el condado eran de $31,323 y los ingresos medios de las familias eran de $37,611. Los hombres tenían unos ingresos medios de $28,573 frente a $20,386 para las mujeres. La renta per cápita para el condado era de $16,227. Alrededor del 14.50% de la población estaba por debajo del umbral de pobreza.
De acuerdo con la estimación 2015-2019 de la Oficina del Censo, los ingresos medios de los hogares en el condado son de $37,435 y los ingresos medios de las familias son de $48,482. Los ingresos per cápita en los últimos doce meses, medidos en dólares de 2019, son de $21,499. Alrededor del 22.3% de la población está por debajo del umbral de pobreza.

## Transporte

### Carreteras principales
- Ruta de Misuri 21
- Ruta de Misuri 32
- Ruta de Misuri 49
- Ruta de Misuri 72

## Localidades
| - Annapolis - Arcadia - Belleview | - Bixby - Des Arc - Glover - Hogan | - Goodland - Ironton - Middle Brook | - Pilot Knob - Viburnum - Vulcan |  |